# إيس أوستين
إيس أوستين (بالإنجليزية: Ace Austin)‏ هو مصارع محترف أمريكي، ولد في 28 فبراير 1997 في ريدينغ في الولايات المتحدة.

## روابط خارجية
- إيس أوستين على موقع WrestlingData.com (الإنجليزية)
- إيس أوستين على موقع CageMatch worker (الإنجليزية)
- إيس أوستين على موقع قاعدة بيانات المصارعة على الإنترنت (الإنجليزية)
- إيس أوستين على موقع عالم المصارعة على الإنترنت (الإنجليزية)
- إيس أوستين على موقع عالم المصارعة على الإنترنت (الإنجليزية)